# Flak- Schul- und Ersatz-Division Nord
Die Flak-Schul-und Ersatz-Division Nord war ein Großverband der deutschen Luftwaffe im Zweiten Weltkrieg.
Die Flak-Schul- und Ersatz-Division Nord ging am 13. April 1945 aus der Flakschul-Division hervor, nachdem das Deutsche Reich infolge des alliierten Vormarsches in einen Nord- und Südkessel geteilt worden war. Der Namenszusatz Nord war dabei der Tatsache geschuldet, dass sich das Stabsquartier der Flakschul-Division zu diesem Zeitpunkt in Rerik befand. Befehlshaber der Kommandobehörde war erneut Generalleutnant Karl Veith. Ihr unterstanden operativ alle im Nordkessel des Reiches stationierten Flak-Ausbildungseinrichtungen sowie Flakersatz-Regimenter. Die Gliederung von Mitte April 1945 umfasste
- Flakartillerie-Schule Nord
- Flak-Waffentechnische Schule Nord
- Offiziersbewerberabteilung Nord
- Flakersatz-Regiment 1 in Bad Saarowim April 1945 aufgelöst
- Flakersatz-Regiment 5
- Kommandeur des Truppenausbildungskommandos Nord

Die verbliebenen zwei Flak-Ersatzregimenter 1 und 5 sollten bei Feindnäherung aufgelöst und dem Heer eingegliedert werden. Der Divisionsstab selbst geriet bei Kriegsende in seinem Quartier bei Rerik in alliierte Kriegsgefangenschaft.